# Molfetta
Molfetta é uma comuna italiana da região da Puglia, província de Bari, com cerca de 61.510 habitantes. Estende-se por uma área de 58 km², tendo uma densidade populacional de 1061 hab/km². Faz fronteira com Bisceglie, Giovinazzo, Terlizzi.

## Demografia
| Variação demográfica do município entre 1861 e 2011                               |
|                                                                                   |
| Fonte: Istituto Nazionale di Statistica (ISTAT) - Elaboração gráfica da Wikipedia |